# ジェリコ・ブルキッチ
ジェリコ・ブルキッチ（セルビア語: Жeљкo Бpкић, 英語: Željko Brkić, 1986年7月9日-）は、ユーゴスラビア（現セルビア）・ノヴィ・サド出身の元セルビア代表の元サッカー選手。現役時代のポジションはゴールキーパー。

## 経歴

### クラブ
地元のFKヴォイヴォディナ・ノヴィ・サドで活躍し、2011年夏にイタリアのウディネーゼ・カルチョへ移籍したが、すぐにACシエナへレンタル。2011-12シーズンはシエナでプレーした後、ウディネーゼに復帰した。2013-14シーズン開幕前のトレーニング中に左肩を負傷し4か月間戦列を離れることとなり、代役に抜擢された当時17歳のシモーネ・スクッフェートが台頭した。2014-15シーズンはグラナダCFへのレンタルを終えたオレスティス・カルネジスにレギュラーの座を奪われ、2015年1月9日にカリアリ・カルチョへ期限付き移籍することが発表された。
2016年7月7日、PAOK FCに3年契約で移籍した。

### 代表
2007年からU-21セルビア代表としてプレーし、2009年のU-21欧州選手権にも正GKとして出場。2010年にはA代表デビューを果たした。